# Duddingston
Duddingston è un ex villaggio a est di Edimburgo, in Scozia, vicino a Holyrood Park.

## Origini ed etimologia
La zona in cui si trova ora Duddingston Village fu registrata per la prima volta nelle terre concesse all'abate di Kelso Abbey da Davide I di Scozia tra il 1136 e il 1147, ed e descritta come una continuazione dal Crag (da Craggenmarg, un vecchio nome dell'Arthur's Seat) al Magdalene Bridge. Questa terra comprende l'insediamento di Treverlen o Traverlin a ovest; questo è il più antico nome conosciuto del paese e dei poderi che divennero successivamente noti come Duddingston.
Ci sono molte possibilità sull'etimologia di "Treverlen".
1. "tref + gwr + lên" significa "posto degli uomini colti"[3]
2. "tref + y + glyn" con lenizione che segue l'articolo determinativo, significa "luogo delle donne colte"[4]
3. "tre + war + lyn" significa "la fattoria sul lago"[1]
4. "traefor llyn" significa "paese sul lago di canne e/o giunchi"[5]

Tutti questi nomi derivano dal linguaggio celtico brittonico, che anticipa l'uso del gaelico o sassone in Scozia, e ci spinge a credere che si possa andare indietro nel tempo fino ai primi insediamenti sul Arthur's Seat. Gli ultimi due nomi, in particolare, si adattano bene ad un possibile nome per l'insediamento celtico di Crannog, che si trova nell'angolo a sud del Lago di Duddingston.
L'ultimo proprietario celtico dei poderi di Treverlen si dice fosse Uviet il Bianco, che lo possedette dal 1090 in poi. Dal 1128, tuttavia, dalla nascita della Holyrood Abbey, le terre intorno all'Arthur's Seat sembravano essere divise tra il Reame e i poderi di Treverlen appartenenti a Uviet. Per la conferma di quello che accadde nel 1128 alla nascita della Holyrood Abbey e del passaggio della terra alla Kelso Abbey, dobbiamo leggere la successiva Charter of Confirmation, Granted to the Monks of Kelso of King Malcolm IV (Carta di Conferma, Garantita ai Monaci di Kelso da Re Malcom VI). Malcolm IV di Scozia le ereditò da suo nonno, Davide I di Scozia, e fu chiamato a confermare alcuni regali che il nonno aveva fatto per evitare future dispute. Nella Carta appena citata confermò i diritti precedentemente dati di
Traverlin, con i suoi dovuti confini, come Vineth aveva pienamente e liberamente posseduto e goduto, con tutta la servitù dell'adiacente Strother, che si chiama Cameri; e il Crag dello stesso villaggio
all'Abbazia di Kelso. Malcom prosegue affermando che, al tempo di suo nonno Alfwyn (forse una forma sassonizzata di Uviet, o uno dei suoi discendenti), Abbot of Halyrude (Holyrood Abbey) e Ernald, l'Abbazia di Kelso, raggiunsero un mutuo accordo riguardo alla disputa sulla divisione del Crag (Arthur's Seat) che consentì di passare le terre di Crag e Traverlin alla chiesa di Kelso, in cambio delle terre che avevano a "Hardiggasthorn, vicino Northamtun".
Il nome fu sostituito durante il tredicesimo o il quattordicesimo secolo da "Dodinestun". Il cambio del nome avvenne subito dopo la cessione delle terre all'Abbazia di Kelso da parte di Davide I. L'abbazia cedette come feudo le terre a Dodin de Berwic, dal cui nome si deduce essere un re anglo-normanno. Apparentemente, quindi, fu Dodin a cambiare il nome dell'insediamento e dal 1150 cominciò a farsi chiamare "Dodin of Dodinestoun". Quest'ultimo può essere un po'  fuorviante, però, in quanto c'era un toft (una fattoria con annesso terreno coltivabile) vicino Berwick-upon-Tweed, a cui ci si riferiva come Dodin's Town, con il quale è abbastanza probabile che abbia avuto dei legami. Tuttavia sembra che i nomi siano connessi a diversi rami della stessa famiglia normanna. In seguito il paese è spesso, anche se non sempre, chiamato Duddingston, con una gamma abbastanza vasta di varianti. Per esempio, da fonti araldiche sappiamo che nel maggio 1290 Edoardo I concedette la protezione contro il processo per debiti di William de Dodingstone, borghese di Edimburgo. Inoltre, pochi anni dopo, in una versione poco diversa, ci viene detto che il nome è quello di una località vicino a Edimburgo, e  Eleyne de Duddynggeston, proveniente da quei luoghi, giurò fedeltà a Edoardi I.
La chiesa che fu costruita sulle terre appena dotato si fece chiamare Chiesa di Duddingston, ma il nome Treverlen sopravvisse nel secolo successivo come nome della parrocchia, come confermato in un elenco di 13 parrocchie appartenenti a Kelso nel 1200, che induce a sospettare che ci fosse già stata una chiesa sul sito.

## Storia

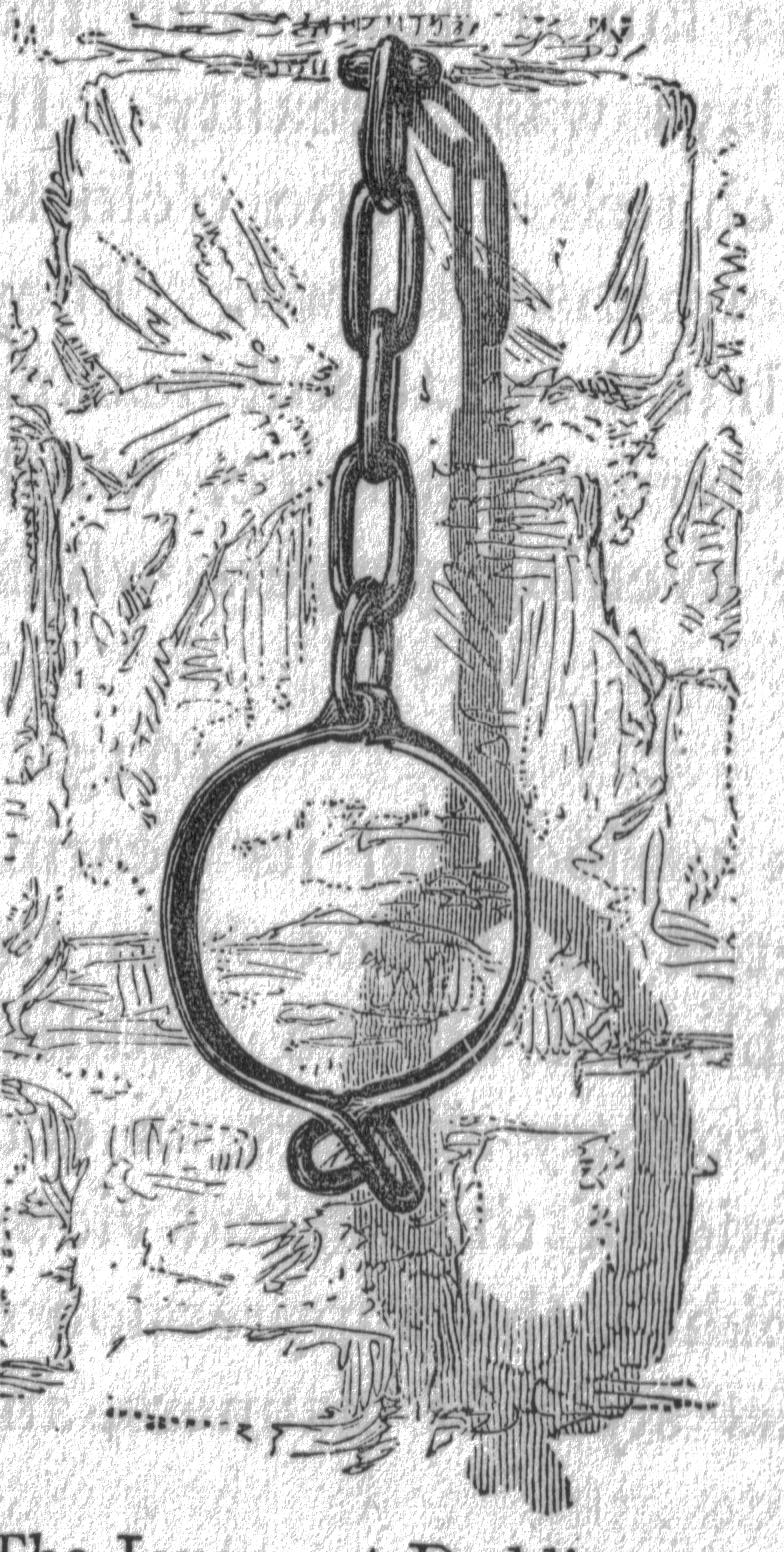
Vecchio giogo nella Chiesa di Duddingston (1885).

Il Lago di Duddingston fu usato per il pattinaggio su ghiaccio e per il curling, che vantò anche una Curling House, per diversi secoli. Nel diciassettesimo e nel diciottesimo secolo il villaggio fu u centro importante per l'industria del mineraria del carbone e del sale, ma era noto anche per l'industria tessile, in particolare per i vestiti noti come Duddingston Hardings.
Bonnie Prince Charlie tenne un concilio di guerra in un cottage del villaggio, poco prima della Battaglia di Prestonpans del 1745. Nello stesso anno, James Hamilton, VIII Duca di Abercorn acquistò Duddingston dal Duca di Argyll. Lond Abercorn commissionò all'architetto Sir William Chambers di progettare la Duddingston House in stile palladiano e fu finita nel 1768.
Il lago fece da sfondo al dipinto di Henry Raeburn The Reverend Robert Walker Skating on Duddingston Loch, dipinto nel decennio 1790, come anche il meno famoso, ma più d'atmosfera Skaters on Duddingston Loch by Moonlight di Charles Lees.
Il Dott. James Tytler (1745–1804), autore, pilota di aerostati ed enciclopedista, visse a Duddingston. Robert Burns lo conobbe, descrivendolo come un mortale che vagava nei recinti di Edimburgo in scarpe logore, un cappello azzurro cielo e calzoni improbabili, che era responsabile di almeno tre quarti dell'Enciclopedia Britannica di Elliot. Nel 1774 viveva nel cimitero della Holyrood Abbey per scappare dai creditori. Dopo che la moglie lo lasciò con i figli nel 1775, fu noto in seguito per vivere con almeno una, se non due donne, una di loro era una lavandaia Duddingston. Queste circostanze lo portarono alla fuga dai giudici scozzesi per il crimine di bigamia nel 1788, quando lasciò Duddingston, ed entrambe le donne, per andare a Berwick. Mentre viveva a Duddingston costruì una macchina da stampa e stampò alcune copie dell'enciclopedia ed altre pubblicazioni di successo, ma non fu un uomo d'affari di successo e non beneficò mai di queste e delle altre opere famose che stampò. Tristemente, anche se tentò di pilotare un aerostato nel 1784, fu una debacle. Alla fine fu in grado di alzarsi fino a 105 piedi, per scendere subito dopo, il che lo rese il primo pilota di aerostati della Britannia, ma il suo successo fu oscurato da piloti più famosi.